# 新幾內亞叫姑魚
新幾內亞叫姑魚為輻鰭魚綱鱸形目鱸亞目石首魚科的其中一種，分布中西太平洋的新幾內亞及澳洲北部海域，體長可達9公分，棲息在沿海海域。